# Antonio Gherardi

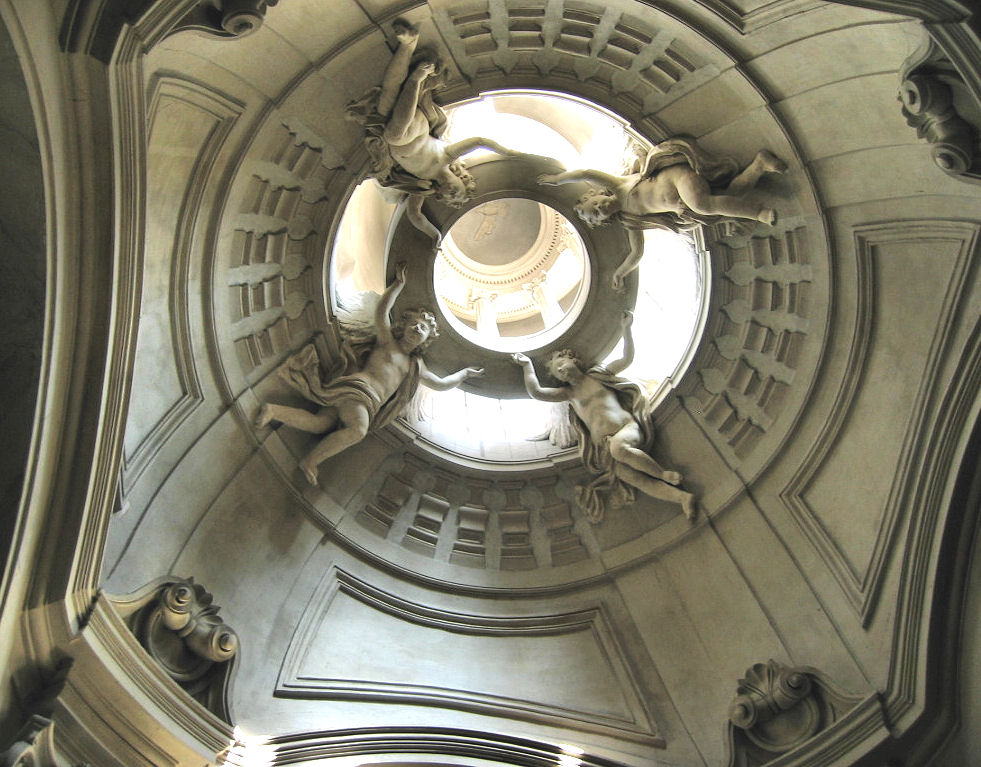
La luminosa cúpula truncada de la cappella Avila en la iglesia de Santa Maria in Trastevere, Roma

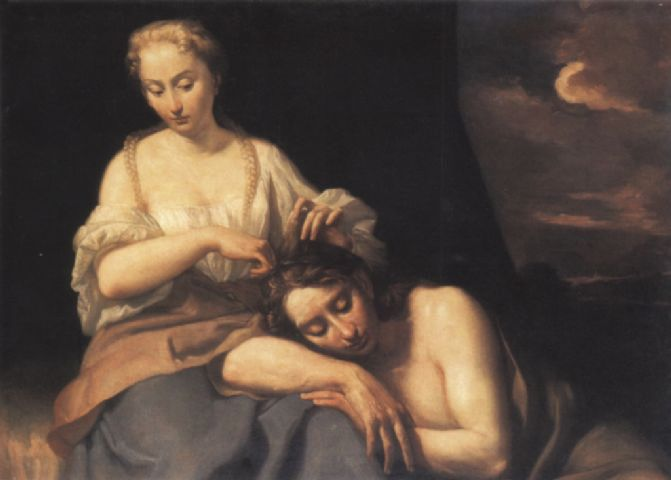
Sansón y Dalila.

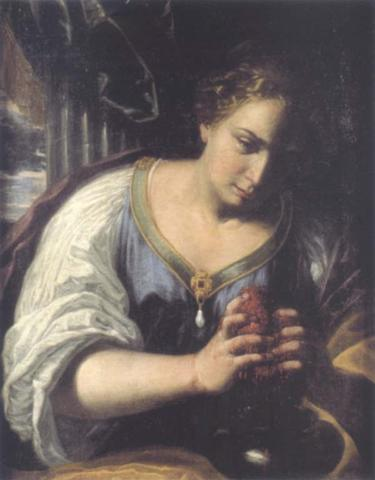
Santa Práxedes.

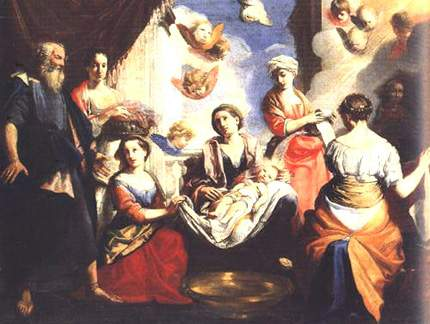
Natividad de la Virgen.

Antonio Gherardi, nacido Antonio Tatoti (Rieti, 20 de septiembre de 1638 - Roma, 10 de mayo de 1702), fue un pintor, arquitecto y escultor del barroco.

## Biografía
Natural de Rieti, a los ocho años quedó huérfano de padre. Monseñor Bulgarino Bulgarini, gobernador de la ciudad, lo tomó bajo su patronazgo y financió su viaje a Roma (1656) y lo presentó a sus futuros mentores, los pintores Pier Francesco Mola y Pietro da Cortona. En el gran taller de este último se formó como pintor y estuquista. Entre 1667 y 1669 viajó por toda la Italia norte y central para completar su formación. Visitó las ciudades de Bolonia, Venecia, Génova, Milán, Florencia y Perugia, donde pudo admirar las obras de los grandes maestros que le precedieron. En 1674 fue admitido en la Accademia di San Luca. Gherardi trabajó en diversos lugares del estado papal, como su patria, Rieti, Gubbio o la misma Roma. Alcanzó una gran fama en su tiempo, llegando a concederle el Consejo Municipal de Rieti la carta de nobleza en 1682.
Aunque sus obras en este campo no son muy numerosas, Gherardi muestra una gran inventiva como arquitecto. Basándose en ideas de Cortona, Francesco Borromini o Gian Lorenzo Bernini, encontró su propio camino artístico. Ejemplos de su trabajo son la capilla de Santa Cecilia en San Carlo ai Catinari, en la que usa la idea de Guarini de la cúpula truncada; o la Capilla Avila en Santa Maria in Trastevere. Su estilo es típico de la fase del barroco tardío.
En 1698 fue nombrado arquitecto y pintor de la capilla de Santa Teresa en Santa Maria in Traspontina, donde todavía se conserva un lienzo de su mano con el Éxtasis de Santa Teresa.
Antonio Gherardi murió en Roma en 1702, siendo enterrado en la basílica de Santa Maria sopra Minerva.

## Obras destacadas

### Arquitectura
- Capilla del Beato Francesco Solano, (1675, Santa Maria in Aracoeli, Roma)
- Capilla de Santa Cecilia (1695-1700, San Carlo ai Catinari, Roma)
- Capilla Avila en Santa Maria in Trastevere.

### Pintura
- Frescos de la cúpula de Santa Maria in Trivio
  - Escenas de la Vida de la Virgen, (1668-1670)
- Nacimiento de la Virgen (Duomo de Gubbio)
- Muerte del Beato Francisco (1675, Capilla del Beato Francesco Solano, Santa Maria in Aracoeli, Roma)
- Educación de la Virgen (c. 1675, Duomo de Poggio Mirteto)
- Sagrada Familia con San Juanito, (c. 1675, Duomo de Monterotondo)
- Escenas de la Vida de Ester, (1673-1674, Palazzo Naro, Roma)
- Santa Rosalía (1674-75, Musée Fesch, Ajaccio)
- Crucifixión, (1674-1686, (Santi Claudio e Andrea dei Borgognoni, Roma), perdido.
- Visión de San Felipe Neri, (1677, sacristía, Santa Maria in Trivio)
- San Camilo de Lelis resucita a un miembro de la familia Crescenzi, (1677, sacristía, Santa Maria in Trivio)
- Estucos del Altar Mayor (1677, Santa Maria in Trivio)
- Milagro del Santo Sudario, (1680-1682, Santissimo Sudario dei Piemontesi)
- Cristo yacente con donantes de la Casa de Saboya y los santos Máximo y Mauricio, beato Amadeo, Margarita y Ludovica, (1680-1682, Santissimo Sudario dei Piemontesi)
- San Jerónimo penitente en el desierto, (1680, Basílica de Santa María en Trastevere, Roma)
- Sacra Conversación con San Andrés (1688)
- Santa Cecilia (1692, San Carlo ai Catinari, Roma)
- Éxtasis de Santa Teresa (1698, Santa Maria in Traspontina, Roma)
- Inmaculada Concepción (Sant'Antonio al Monte, Rieti)
- Inmaculada Concepción (San Francesco, Gubbio)
- Sansón y Dalila (Colección particular)
- Santa Práxedes (Colección particular)
- Natividad de la Virgen (Catedral de Gubbio)
- Decoraciones para el funeral de Alfonso de Portugal en Sant'Antonio dei Portoghesi
- Decoraciones festivas por la extirpación del calvinismo en Francia (1683)

### Grabados
- Vida y martirio de Santa Martina (6 planchas)